# زنان زمیندار

## ایران باستان
شواهد، اسناد و مدارک زیادی دال بر مالکیت زنان در نظام زمینداری ایران در دست است. در اسناد اجاره نامه زمین های کشاورزی مربوط به دوره ایلام باستان نام بسیاری از زنان به عنوان مالک زمین قید شده است. همچنین در دوره های ماد، هخامنشی و ساسانیان شواهدی از زمینداری زنان وجود دارد.

## دوره قاجاریه
اسناد و مدارک بیشتری از زمینداری زنان در دوره قاجاریه برجای مانده است. مناطق کرمانشاه، لرستان، خوزستان، کردستان، تهران، قزوین، همدان و نواحی شمالی ایران به لحاظ کثرت اربابان و مالکان زن اهمیت ویژه ای دارد. 

## اصلاحات ارضی
در جریان سه مرحله اصلاحات ارضی در ایران از زنان زمیندار سلب مالکیت شد. قانون اصلاحات ارضی به دلیل محدود کردن مالکیت به حق نسق علیه زنان تنظیم شد. بنابر سنتی کهن در نظام زمینداری و کشاورزی ایران زنان فاقد حق نسق بودند و در نتیجه زمین های زنان طی مراحل سه گانه اصلاحات ارضی به کشاورزان مرد واگذار شد.